# Podtipovi raka dojke
Podtipovi raka dojke kao i svi drugi tumori mogu se grupisati u podtipove na osnovu rezultata  biomarkerskih testova. U donjoj tabeli dat je kratak pregled podtipova raka dojke, sa ciljem da ukaže na prognozu i  pomogne lekarima da odrede koje vrste terapije treba da razmotre za koji tip raka dojke.
| Podtip                     | Zamenska definicija              | Karakteristike | Slika |
| -------------------------- | -------------------------------- | --- | ----- |
| Luminalni A tip            | Luminalni A tip                  | - ER pozitivan - HER2 negativan - Ki67 nizak - PgR visok - Niskorizični molekularni potpis (ukoliko je dostupan)         |       |
| Luminalni B tip            | Luminalni B tip (HER2 negativan) | - ER pozitivan - HER2 negativan - Bilo Ki67 visok ili PgR nizak - Visokorizični molekularni potpis (ukoliko je dostupan) |       |
| Luminalni B tip            | Luminalni B tip (HER2 negativan) | - ER pozitivan - HER2 pozitivan - Bilo koji Ki67 - Bilo koji PgR                                                         |       |
| Preterana ekspresija HER 2 | HER2 pozitivan (neluminalni)     | - HER2 pozitivan - ER i PgR odsutni                                                                                      |       |
| Tip nalik bazalnom         | Trostruko negativan (duktalni)   | - HER2 negativan - ER i PgR negativan                                                                                    |       |

## Literatura
- Balogun, O. D. and S. C. Formenti (2015). “Locally advanced breast cancer - strategies for developing nations.” Frontiers in oncology 5: 89.
- Cardoso, F., et al. (2018 [in press]). “Primary breast cancer: ESMO Clinical Practice Guidelines for diagnosis, treatment and follow-up.” Annals of oncology: official journal of the European Society for Medical Oncology.
- Cardoso, F., et al. (2018 [in press]). “4th ESO-ESMO International Consensus Guidelines for Advanced Breast Cancer (ABC 4).” Annals of oncology: official journal of the European Society for Medical Oncology.
- Cherny, N. I. (2014). “ESMO Clinical Practice Guidelines for the management of refractory symptoms at the end of life and the use of palliative sedation.” Annals of oncology: official journal of the European Society for Medical Oncology 25 Suppl 3: iii143-152.

## Spoljašnje veze
|  | Molimo Vas, obratite pažnju na važno upozorenje u vezi sa temama iz oblasti medicine (zdravlja). |